# Панамский скандал
Панамский скандал (или панамская афера) — финансовый и политический скандал, разразившийся во Франции в конце XIX века во время строительства Панамского канала. Большая энциклопедия Ларусса называет «панаму» самым громким финансовым скандалом за всю историю Третьей республики.

## Панамская компания и её крах

### Основание компании
В 1880 году была основана Всеобщая компания Панамского межокеанского канала (фр. La Compagnie Universelle du canal interocéanique de Panamà), президентом и генеральным директором которой стал Фердинанд Лессепс, а его сын, Шарль Лессепс, стал вице-президентом. Компания выпустила 600 тысяч акций по 500 франков каждая и открыла подписку на них. Подписчик должен был немедленно внести четверть стоимости акций, а остальные деньги компания собиралась истребовать по мере надобности. Подписка на акции прошла без проблем, потому что все знали об удаче Суэцкой компании, созданной Лессепсом и приносившей её акционерам хороший доход.

### Выпуски облигационных займов

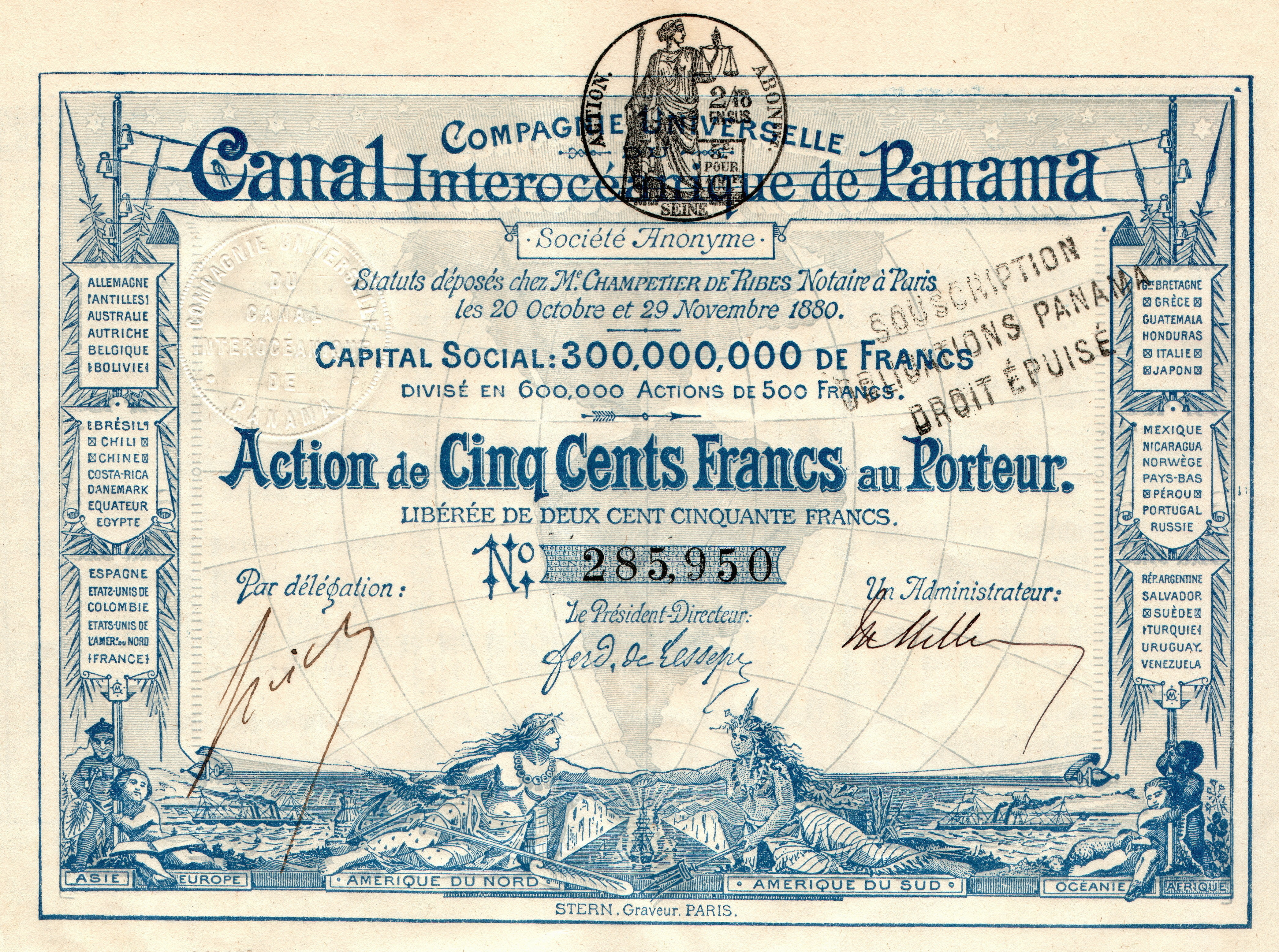
500-франковая облигация Панамского канала, выпущенная в ноябре 1880 года

В 1879 году палата депутатов одобрила проект Лессепса, который был выбран для начала работ по прорытию Панамского перешейка, который должен был соединить Атлантический океан с Тихим океаном через Центральную Америку. Несмотря на разницу в стоимости строительства бесшлюзового и шлюзового канала (бесшлюзовой канал, как ни странно, был короче на 6 км и теоретически казался проще в строительстве, однако в силу ландшафта Панамского перешейка выходил в два раза дороже), был выбран бесшлюзовой канал длиной 75 км. Стоимость его строительства оценивалась в 600 миллионов франков.
Строительство канала началось 1 января 1881 года. В 1882 году, когда деньги акционеров начали заканчиваться, компания выпустила первый облигационный заём, а в следующие годы ещё два займа. Общая сумма полученных займов за вычетом банковских комиссий и других издержек составила 400 млн франков. Сигналом тревоги стало то, что третий заём уже не нашёл подписчиков на всю сумму, и Панамская компания уступила остаток акций со скидкой банковскому синдикату, который эмитировал и размещал её ценные бумаги.
В 1882 году во Франции произошло резкое падение курсов акций и обострение финансовых проблем. Акции Панамской компании пережили мини-кризис более или менее благополучно, но обнаружилось, что биржа относится к ним без особого доверия: по срочным сделкам они продавались с большой скидкой.
В 1885 году Лессепс решил поправить дела компании путём выпуска долгосрочного выигрышного займа. Предполагалось собрать 600 млн франков. Для выпуска такого займа требовалось согласие палаты депутатов и сената. Компания начала обработку журналистов, министров и депутатов, что стоило ей немалых денег.
8 июля 1879 года Лессепс основал компанию с ограниченной ответственностью «Универсальная компания Межокеанического канала Панамы», намеревавшуюся собрать необходимые средства и возглавить проект. 20 октября 1880 года в Париже был зарегистрирован устав Compagnie Universelle du Canal Interoceanique. В декабре Шарль де Лессепс (сын Фердинанда де Лессепса) выпустил капитал компании в виде 800 000 акций по 500 франков, но этот выпуск оказался неудачным. Собрали только 300 миллионов из запрошенных 400. Работа началась в 1881 году и столкнулась с рядом трудностей: эпидемиями малярии и желтой лихорадки, вызвавшими очень высокую смертность среди персонала, несчастными случаями на земле из-за трудности пересечения горного хребта, проходящего вдоль перешейка. Признание, созданное Гражданским обществом в 1876 году, не останавливалось на этих проблемах, желая обеспечить продвижение проекта.
Тогда работы значительно отставали от графика. В 1884 году казна компании была пуста, хотя была проведена лишь десятая часть запланированной расчистки. В 1885 году у Лессепса возникла идея выпуска пакетных облигаций с целью повышения процентов мелких вкладчиков, но для этого пришлось изменить закон. Затем он посетил Корнелиуса Герца, бизнесмена, пользующегося значительной поддержкой в политическом мире. Он особенно связан с Шарлем де Фрейсине, одним из лидеров республиканцев-оппортунистов, и с семьей президента Жюля Греви. Он также финансирует «Справедливость», газету Клемансо. Он сообщил Шарлю де Лессепсу, что в обмен на десять миллионов тот сможет провести закон. Герц был намерен опираться на барона Жака де Рейнаха, банкира немецкого еврейского происхождения, дядю Йозефа Рейнаха, бывшего руководителя аппарата Гамбетты. Именно он отвечает за распределение «рекламных средств». Они щедро субсидировали прессу для продвижения инвестиций, например, «Справедливость» или «Время». Затем Лессепс обратился в парламент с просьбой облегчить сбор средств. Парламент дважды отказывался ввиду отчетов инженеров. Жак де Рейнах, которому помогал Эмиль Артон, затем запустил систему подкупа парламентариев, чтобы добиться высвобождения государственных средств: например, министр общественных работ Шарль Бэйо получил обещание в один миллион франков.
Столкнувшись с определенными препятствиями, такими как порог Кулебра (высота 87 метров), Лессепс обратился к Гюставу Эйфелю, который согласился взять на себя проект. Эйфель полностью поставил под сомнение проект, в частности, планировал устроить шлюзы, в то время как Лессепс хотел построить ровный канал, как в Суэце, не беспокоясь о гористой природе пересекаемого региона. Лессепс продолжал собирать средства у вкладчиков и подкупать журналистов и парламентариев, чтобы добиться опубликования специально разработанного закона, который должен был разрешить выдачу кредита.
Борьба вокруг санкции государства на выпуск выигрышного займа длилась около трёх лет. Тем временем Панамская компания, чтобы удержаться на плаву, выпустила ещё два обычных займа. Чтобы привлечь подписчиков, она сделала облигации особо привлекательными, подняв номинальную процентную ставку до 10 % годовых. Всё дороже приходилось платить банкам за размещение облигаций.
В апреле 1888 года палата депутатов одобрила заём, после чего он получил согласие сената и президента. Предельная сумма займа была увеличена до 720 млн франков по сравнению с первоначальной заявкой. Начатая в июне 1888 года подписка на облигации закончилась полным провалом: всего она собрала 254 млн франков, из которых 31 млн составили издержки эмиссии, доставшиеся банкам. К тому же закон требовал, чтобы компания выделила из собранных денег резервный фонд для выплаты выигрыша и погашения облигаций.

### Крах Панамской компании
Руководители Панамской компании всеми усилиями пытались избежать банкротства: на собраниях акционеров Лессепсы уверяли присутствующих в том, что строительство закончится в срок и деньги потекут в кассу компании.
Министр финансов, считавший сохранение Панамской компании делом государственной важности, внёс в палату депутатов законопроект о льготном режиме погашения её долгов, но на этот раз депутаты проголосовали против.
Несмотря на выдачу этих последних займов в 1888 году, исправить ситуацию оказалось невозможным. Для компании наступил конец: суд департамента Сена по гражданским делам сначала назначил временных управляющих, а 4 февраля 1889 года официально объявил о банкротстве и ликвидации Панамской компании, что привело к разорению 85 000 абонентов. Общее число физических лиц, пострадавших в результате банкротства компании, составило около 700 тысяч. Лишь небольшая доля ценных бумаг принадлежала юридическим лицам. Поэтому компания во-многом являлась «народной», а её крах потряс всю Францию и имел немалые экономические и политические последствия.
На протяжении нескольких лет компания забирала в среднем до 200 млн франков народных сбережений в год, и все эти сбережения пошли прахом, поскольку при ликвидации у компании практически не оказалось ценностей хотя бы для частичной уплаты её долгов держателям облигаций, не говоря уж об акционерах. Французские экономисты считают, что эта катастрофа существенно подорвала во Франции конца XIX века склонность к сбережению, являющуюся важнейшим фактором экономического роста.
Скандал закончился в 1893 году осуждением бывшего министра общественных работ Шарля Байо к пяти годам тюремного заключения. Бюрдо взял на себя управление финансами в декабре 1893 года и умер почти ровно через год: коллеги по радикальной партии устроили ему пышные похороны.
Фердинанд де Лессепс, Гюстав Эйфель и их сообщники приговорены к 5 годам тюремного заключения. Однако Фердинанд де Лессепс избежал тюрьмы благодаря формальному дефекту.
Шарль де Лессепс, сын Фердинанда, получил тот же приговор, что и его отец, а на другом процессе его приговорили к одному году тюремного заключения за коррупцию. Приговоренный 9 февраля 1893 года Апелляционным судом Парижа к двум годам тюремного заключения и штрафу в 20 000 франков, Гюстав Эйфель был окончательно реабилитирован 15 февраля 1893 года Кассационным судом в результате расследования, которое показало, что он не был причастен к растрате.
Расследование, проводившееся после ликвидации компании, достоверно установило, что прямого воровства и расхищения не было. Но выявились факты расточительства, халатности, некомпетентности и коррупции в высших эшелонах власти. Из денег, собранных компанией (1,3 млрд франков), 104 млн составили расходы на услуги банков и 250 млн были выплачены в виде процентов по облигациям и их погашения в срок. Руководители компании обвиняли подрядчиков в завышении цен и недобросовестности: им было выплачено около 450 млн франков, но доля реально выполненных работ в общей смете не превышала одной трети.

## Скандал
В 1891 году государство распорядилось начать расследование злоупотребления доверием и мошенничества. Люсьен Наполеон Бонапарт-Вайс, изучавший этот проект, написал свои мемуары, которые доказали прибыльность проекта. 6 сентября 1892 года Эдуард Дрюмон, антисемитский и антипарламентский журналист, получивший конфиденциальные документы от Рейнаха, раскрыл скандал в своей ежедневной газете La Libre Parole. Находясь с 3 ноября 1892 года по 3 февраля 1893 года в тюрьме Сент-Пелажи за другое дело, он раскрывал одно за другим из своей камеры имена коррумпированных политиков и журналистов и раскрывал механизмы мошенничества. 19 ноября газета La Cocarde опубликовала имена других политиков, в том числе Шарля Флоке, председателя Палаты.
Скандал развернулся вокруг оглашённых и раздутых прессой фактов коррупции высших государственных чиновников, парламентариев и журналистов, услуги которых покупались на деньги Панамской компании. Целью этих взяток было обеспечить содействие государства и прессы деятельности компании, особенно в выпуске выигрышного займа.

Руководство компании имело посредников и агентов, которые имели доступ в высшие сферы государства и секретно передавали деньги нужным людям, среди которых были бывшие и действующие министры, видные члены обеих палат парламента, другие влиятельные лица. 

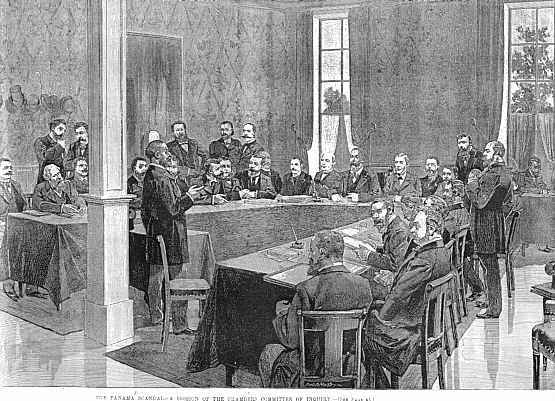
Судебные разбирательства в 1891 году

Главные посредники были алчными авантюристами, не стеснявшимися в средствах. Они собирали компрометирующие документы, чтобы шантажировать получателей взяток и подарков. Возник криминальный список таких лиц, отчасти опознаваемых, отчасти скрытых за непонятными кодами. Всё это привело к сенсационным разоблачениям и политическим интригам. Дело приняло особенно громкий оборот, когда 20 ноября барон Рейнах был найден мертвым, а Корнелиус Герц (уже будучи больным) бежал в Англию, где избежал правосудия.
21 ноября 1892 года, на следующий день после обнаружения тела Рейнаха, пресса обрушилась против «чекардов» и «панамистов», а депутат-националист Жюль Делаэ с трибуны палаты осудил компромиссы политического класса.
Затем была создана комиссия по расследованию. Министр внутренних дел Эмиль Лубе и министр военно-морского флота и колоний Огюст Бурдо подали в отставку; в скандале был замешан министр финансов Морис Рувье, а также, среди прочих, бывший министр Гамбетты Антонен Пруст и Жорж Клемансо; выяснилось, что Герц, которого ему представил друг, но которого он позже описал как «законченного негодяя» — одолжил средства для его газеты «Ла Джастис». Жертва кампании в прессе Клемансо лишился места депутата от Вара 5 сентября 1893 года. Этот эпизод в его долгой политической карьере вдохновил его сказать: «Клевета, клевета, всегда что-то останется».
Всего в скандале оказались замешаны 104 парламентария, которые за лоббирование проекта получили суммы от 1000 до 300 000 франков каждый.

## Суд
Следствие над руководством Панамской компании длилось около трёх лет. Скандал закончился в 1893 году осуждением бывшего министра общественных работ Шарля Байо к пяти годам тюремного заключения. Бюрдо взял на себя управление финансами в декабре 1893 года и умер почти ровно через год: коллеги по радикальной партии устроили ему пышные похороны.
Шарль де Лессепс, сын Фердинанда, был приговорен к тому же, что и его отец, а на другом процессе получил один год тюремного заключения за коррупцию. Приговоренный 9 февраля 1893 года Апелляционным судом Парижа к двум годам тюремного заключения и штрафу в 20 000 франков, Гюстав Эйфель был окончательно реабилитирован в результате расследования, которое показало, что он не был причастен к растрате, 15 февраля 1893 года Кассационным судом. На скамье подсудимых оказались оба Лессепса (отец и сын), Эйфель и ещё два должностных лица Панамской компании. Присутствие 87-летнего Фердинанда Лессепса было признано излишним, и суд над ним проходил заочно. На деле никто из осуждённых не отбыл положенного срока: в отношении Фердинанда Лессепса приговор не вступил в силу по причине его возраста и заслуг, а приговор остальным отменен в связи с доказательством невиновности, или был отменён судом высшей инстанции через четыре месяца.

## Последствия
Панамский скандал имел долгосрочные последствия для политической жизни Третьей республики во Франции. Республиканцы-оппортунисты и радикальная партия, считавшаяся «гнилой», теряют свое значение в пользу социализма. Еврейское происхождение Герца и Райнаха подпитывали растущий антисемитизм, а коррупция депутатов подпитывала пропаганду антипарламентских партий. Подъем антисемитских настроений и их переход в политическое течение вскоре проявил себя в деле Дрейфуса.
Большая часть прессы оказалась дискредитированной и унаследовала репутацию продажной. Особенно пострадала политическая карьера Жоржа Клемансо.